# Настольный теннис на летних Олимпийских играх 2020
Соревнования по настольному теннису на летних Олимпийских играх 2020 года прошли в столице Олимпийских игр Токио с 24 июля по 6 августа 2021 года. 172 спортсмена разыграли пять комплектов медалей: по два комплекта у мужчин и женщин в одиночном и командном разрядах, а также в смешанном парном разряде.
Медали в смешанном парном разряде были разыграны впервые на Олимпийских играх. Золото завоевала японская пара, это первая победа на Олимпийских играх в настольном теннисе для японцев. Китайцы отдали олимпийское золото в настольном теннисе хотя бы в одном разряде впервые с 2004 года.

## Расписание
| Дисциплина↓/Дата →       | Июль 24 | Июль 25 | Июль 25 | Июль 26 | Июль 27 | Июль 28 | Июль 29 | Июль 29 | Июль 30 | Июль 31 | Авг 1 | Авг 2 | Авг 2 | Авг 3 | Авг 3 | Авг 4 | Авг 4 | Авг 5 | Авг 6 |
| ------------------------ | ------- | ------- | ------- | ------- | ------- | ------- | ------- | ------- | ------- | ------- | ----- | ----- | ----- | ----- | ----- | ----- | ----- | ----- | ----- |
| Мужской одиночный разряд | P       | P       | P       | P       | P       | ¼       | ½       | ½       | F       |         |       |       |       |       |       |       |       |       |       |
| Мужской командный разряд |         |         |         |         |         |         |         |         |         |         | P     | P     | ¼     | ¼     |       | ½     | ½     |       | F     |
| Женский одиночный разряд | P       | P       | P       | P       | P       | ¼       | ½       | F       |         |         |       |       |       |       |       |       |       |       |       |
| Женский командный разряд |         |         |         |         |         |         |         |         |         |         | P     | P     | ¼     | ¼     | ½     | ½     |       | F     |       |
| Смешанные пары           | P       | ¼       | ½       | F       |         |         |         |         |         |         |       |       |       |       |       |       |       |       |       |

## Медали

### Общий зачёт
(Жирным выделено самое большое количество медалей в своей категории; принимающая страна также выделена)
| Общее количество медалей |          |        |         |        |       |
| Место                    | Страна   | Золото | Серебро | Бронза | Всего |
| 1                        | Китай    | 4      | 3       | 0      | 7     |
| 2                        | Япония   | 1      | 1       | 2      | 4     |
| 3                        | Германия | 0      | 1       | 1      | 2     |
| 4                        | Тайвань  | 0      | 0       | 1      | 1     |
| 4                        | Гонконг  | 0      | 0       | 1      | 1     |
| Всего                    | Всего    | 5      | 5       | 5      | 15    |

### Медалисты

#### Мужчины
| Дисциплина       | Золото                                    | Серебро                                                    | Бронза                                                   |
| Одиночный разряд | Ма Лун Китай                              | Фань Чжэньдун Китай                                        | Дмитрий Овчаров Германия                                 |
| Командный разряд | Китай · Фань Чжэньдун · Ма Лун · Сюй Синь | Германия · Дмитрий Овчаров · Патрик Франциска · Тимо Болль | Япония · Дзюн Мидзутани · Коки Нива · Томокадзу Харимото |

#### Женщины
| Дисциплина       | Золото                                    | Серебро                                         | Бронза                                      |
| Одиночный разряд | Чэнь Мэн Китай                            | Сунь Инша Китай                                 | Мима Ито Япония                             |
| Командный разряд | Китай · Чэнь Мэн · Сунь Инша · Ван Маньюй | Япония · Мима Ито · Касуми Исикава · Миу Хирано | Гонконг · Ду Хойкем · Лэй Хочхин · Минни Су |

#### Микст
| Дисциплина     | Золото                             | Серебро                      | Бронза                            |
| Смешанные пары | Япония · Дзюн Мидзутани · Мима Ито | Китай · Сюй Синь · Лю Шивэнь | Тайвань · Линь Юньжу · Чжэн Ицзин |

## Место проведения
| Токийский дворец спорта (в центре) |
| ---------------------------------- |
| Токийский дворец спорта (в центре) |
| Вместимость: 10 000                |